# Klokstraat (Brugge)
De Klokstraat is een straat in Brugge.

## Beschrijving
De Klokstraat verschijnt voor het eerst in een document in 1580: 't houchuys, eertijds genaemt 't Peerdeken ende nu de Clocke. Dit huis op de hoek van de straat met de Boeveriestraat zou de naam aan de Klokstraat gegeven hebben.
Nochtans kan er ook een vroegere reden zijn voor de naam. Rond 1550 baatte Herman Loots een klokkengieterij uit in een zijstraat van de Boeveriestraat. In de nabijheid van de Smedenstraat had Marc Le Serre een klokkengieterij. Er was daar ook een gemeentelijke klokkengieterij, want in 1764 vroeg Joris Dumery om klokken te mogen gieten in de oude stadsclockgieterij, in de nabijheid van de Klokstraat.
In 1870 werden heel wat saneringswerken uitgevoerd aan de straten in deze wijk. De Maagdenstraat werd rechtgetrokken en doorgetrokken tot aan de Boeveriestraat, terwijl de Bisschopstraat en de Spiegelstraat verdwenen. Er kwam een nieuwe straat waar de naam Van Voldenstraat aan werd gegeven. De Klokstraat werd breder en rechter gemaakt.
De Klokstraat loopt van de Boeveriestraat naar de Hendrik Consciencelaan